# 正確生活方式獎
正確生活方式獎（Right Livelihood Award）是一個國際獎項，旨在“表楊那些為我們當前所面臨的最緊迫挑戰提供實用和模範答案的人。”該獎項由德國-瑞典慈善家Jakob von Uexkull於1980年設立，每年12月初頒發。正確生活方式獎董事會成員邀請國際評審團來決定環境保護、人權、永續發展、健康、教育與和平等領域的獎項。200,000歐元獎金由通常由四名者主共同分享 。如果四位得主中有一位獲得榮譽獎，獎金就由其他三人分享。 
雖然正確生活方式獎有時被稱為“另類諾貝爾獎”，但它不是阿爾弗雷德·諾貝爾創建的獎項，與諾貝爾基金會的授予機構完全沒有任何關聯。
正確生活方式獎委員會安排在諾貝爾獎頒發的前一天在斯德哥爾摩的瑞典議會頒獎，正確生活方式獎被認為是對於諾貝爾獎的一種批評。

## 外部連結
- 官方网站
- Right Livelihood Laureates from Croatia, Thailand, and Burundi Discuss Their Battles for Social Justice （页面存档备份，存于） – video report by Democracy Now!